# 퍼펙트 타겟 (2019년 영화)
《퍼펙트 타겟》(L'INTERVENTION, 15 MINUTES OF WAR)은 프랑스에서 제작된 프레드 그리부아 감독의 2019년 액션, 드라마, 전쟁 영화이다. 알반 레누아 등이 주연으로 출연하였고 앙리 드베른느 등이 제작에 참여하였다. 실화를 바탕으로 제작되었다.

## 출연

### 주연
- 알반 레누아 - 안드레 역
- 올가 쿠릴렌코 - 제인 역

### 조연
- 세바스티앙 라란느 - 피에르 역
- 벵상 뻬레 - 파브라트 역
- 조시앙 발라스코 - 미셸 역
- 벤 큐라 - 필립 역

## 기타
- 공동제작: 자크-헨리 브론크카르트
- 공동제작: 올리비에 브론카트
- 협력프로듀서: 탕기 디카이저
- 시각효과: 벤자민 아조르주
- 의상: 엠마 벨로크
- 배역: 마이클 라규엔스